# Betta ideii
Betta ideii är en fiskart som beskrevs av Tan och Ng 2006. Betta ideii ingår i släktet Betta och familjen Osphronemidae. Inga underarter finns listade.